# جون بوكانان (لاعب كرة قدم بريطاني)
جون بوكانان (بالإنجليزية: John Buchanan)‏ (3 يناير 1935 بإدنبرة في المملكة المتحدة - 1 سبتمبر 2009 بإدنبرة في المملكة المتحدة) هو لاعب كرة قدم بريطاني في مركز الهجوم. لعب مع ريث روفرز ونادي هيبرنيان ونيوبورت كونتي.

## وصلات خارجية
- جون بوكانان (لاعب كرة قدم بريطاني) على موقع قاعدة بيانات كرة القدم.إي يو (الإنجليزية)